# Torquéole à collier
Arborophila torqueola
Espèce
Statut de conservation UICN

 LC  : Préoccupation mineure
La Torquéole à collier (Arborophila torqueola) est une espèce d'oiseaux de la famille des Phasianidae.

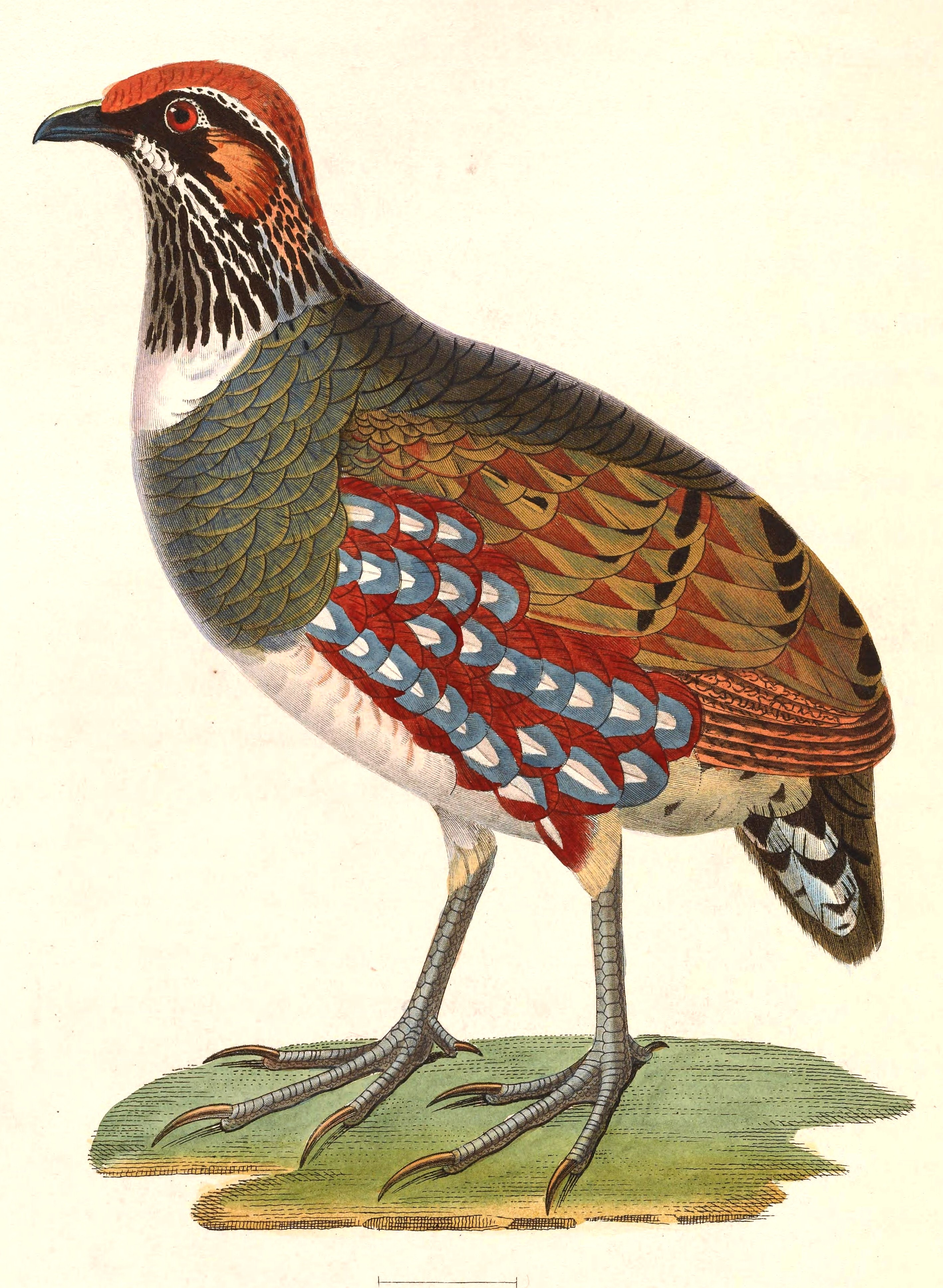
Mâle
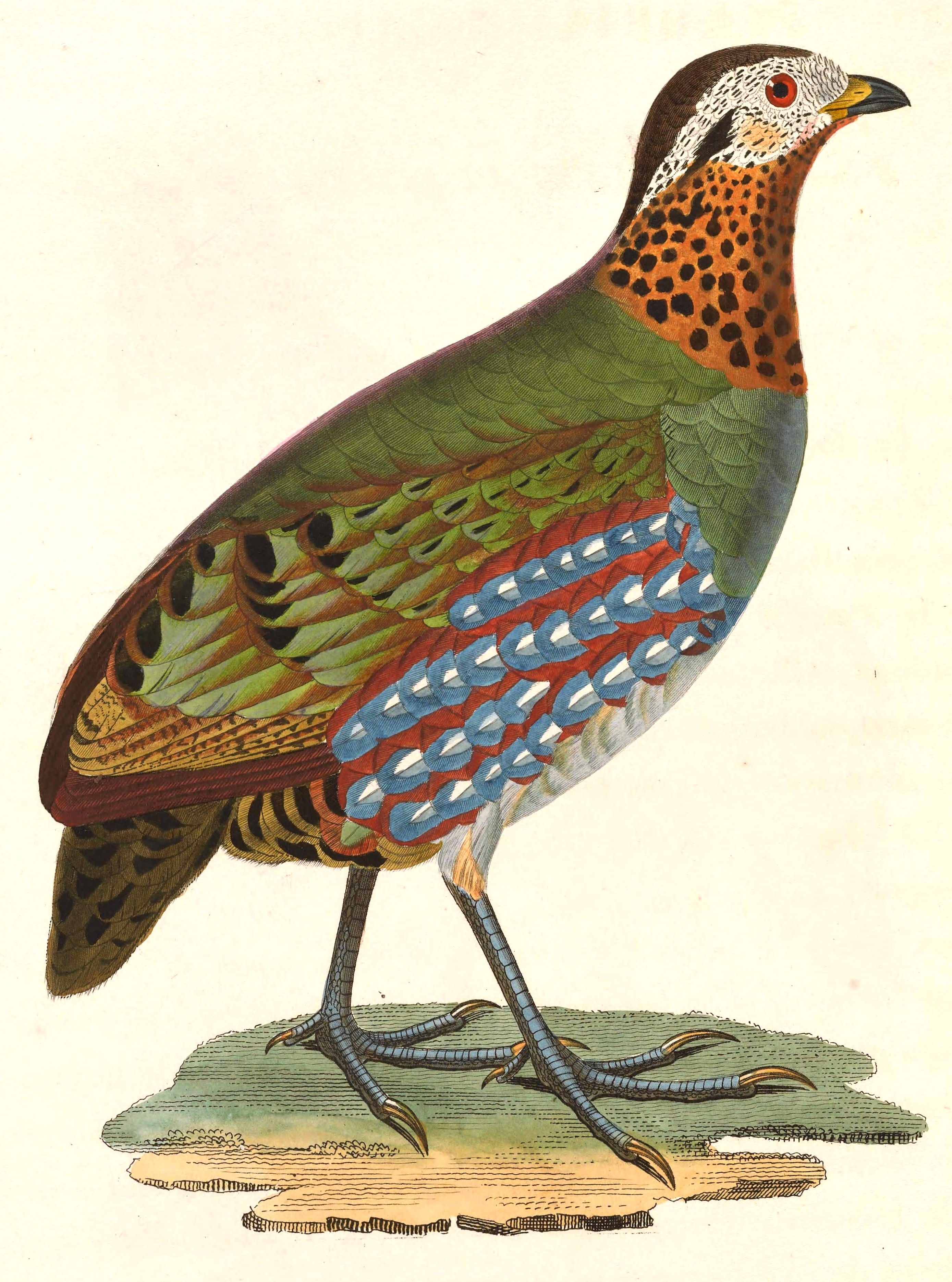
Femelle

## Distribution
Sud de la chaîne himalayenne, du nord-ouest de l’Inde au Népal. Sikkim, Bhoutan, Arunachal Pradesh, nord du Myanmar. Chine, dans le sud-ouest du Seutchouan et le nord-ouest du Yunnan. Extrême nord-ouest du Viêt Nam.

## Sous-espèces
- A. t. millardi (Baker, 1821): de l’ouest de l’Himalaya, à Chamba dans l’Himachal Pradesh,  à l’ouest du Népal, où il intergrade avec la forme nominative.
- A. t. torqueola (Valenciennes, 1826), forme nominative décrite plus haut : Népal, Bhoutan, Arunachal Pradesh et sud-est du Tibet
- A. t. batemani (Ogilvie-Grant, 1906) : nord-est de l’Inde, nord du Myanmar, Chine dans le Seutchouan et le Yunnan.
- A. t. griseata (Delacour & Jabouille, 1930) : nord-ouest du Vietnam (Tonkin).

## Habitat
Cette espèce fréquente les forêts d’altitude, de 1800 à 3000m mais elle a été observée jusqu’à 4000m (Madge & McGowan 2002).

## Mœurs
La torquéole à collier est monogame. On l’observe le plus souvent en bande de cinq ou six oiseaux, le couple avec sa dernière nichée. Elle fouille les litières végétales des sols forestiers à la recherche de graines, de baies, d’invertébrés et même de petits reptiles. Effrayée, elle court puis s’envole rapidement dans un vol ascensionnel, tout en manœuvrant très habilement entre les arbres, pour se percher sur une branche bien feuillue, ou pour se reposer au sol dans un couvert dense (Hennache & Ottaviani 2011).

## Voix
Le chant, poussé de préférence tôt le matin ou le soir, est audible à plus d’un kilomètre. Une femelle commence par pousser un sifflet strident continu puis le mâle lui répond par un cri aigu bisyllabique d’une durée de une à deux secondes répété trois ou quatre fois à environ trois secondes d’écart. En général le chant d’un couple est repris par un autre couple sur un territoire adjacent (Hennache & Ottaviani 2011).

## Nidification
La torquéole à collier niche d’avril à juin, parfois plus tard en altitude. Le nid est construit par le mâle. Il s’agit d’une simple cuvette délimitée par des végétaux et placée dans une touffe de bambou ou sous des buissons. Des nids ont aussi été trouvés dans des trous de berges. Ils sont parfois couverts d’un léger dôme construit avec des herbes (Hennache & Ottaviani 2011).

## Statut, conservation
Cette espèce est assez commune en Inde et au Népal bien que la déforestation ait affecté des populations localement. Elle est aisément repérable grâce à son cri, ce qui en fait un oiseau facile à capturer. De plus la collecte de ses œufs pourrait poser un problème à long terme (Hennache & Ottaviani 2011).